# 1728 au Canada
Pour un article plus général, voir Chronologie du Canada.
Cet article traite des événements qui se sont produits durant l'année 1728 au Canada.

## Événements
- Juin - septembre : Seconde guerre Fox[1]. Les Français envoient une armée de 400 soldats et 800 alliés amérindiens conduite par Jacques-René Gaultier de Varennes, à la poursuite des Renards. Les villages et les récoltes sont brûlés, mais les Renards réussissent à se dérober.

- Abandon de la Mission Saint-François-Xavier au Lac Michigan[2].

## Naissances
- Février : Jean Vauquelin, officier de marine († 10 novembre 1772).
- 4 octobre : Jean-Joseph Casot, missionnaire jésuite († 16 mars 1800).
- 27 octobre : James Cook, explorateur († 14 février 1779).

## Décès
- 20 février : Jacques Raudot, co-intendant de la Nouvelle-France (° 1638).